# Hopefield
Hopefield är en ort i Australien. Den ligger i kommunen Corowa Shire och delstaten New South Wales, i den sydöstra delen av landet, omkring 490 kilometer sydväst om delstatshuvudstaden Sydney.
Runt Hopefield är det mycket glesbefolkat, med 4 invånare per kvadratkilometer.. Närmaste större samhälle är Corowa, omkring 12 kilometer söder om Hopefield.
Trakten runt Hopefield består till största delen av jordbruksmark. Genomsnittlig årsnederbörd är 685 millimeter. Den regnigaste månaden är februari, med i genomsnitt 86 mm nederbörd, och den torraste är oktober, med 33 mm nederbörd.